# Anser (estrella)
Anser es el nombre de la estrella α Vulpeculae (α Vul / 6 Vulpeculae / HD 183439), la más brillante de la constelación de Vulpecula —la zorra— con magnitud aparente +4,44. Su nombre, proveniente del nombre tradicional de la constelación en latín Vulpecula cum Ansere, hace referencia al ganso (Anser) que antiguamente figuraba en la constelación junto a la zorra. Lucida Anseris es otro nombre utilizado para designar a esta estrella.
Anser es una gigante roja de tipo espectral M0III con una temperatura superficial de 3850 K. De un tamaño 53 veces mayor que el radio solar —valor obtenido a partir de la medida de su diámetro angular—, su luminosidad es equivalente a 390 soles. Un alto contenido de nitrógeno —casi el doble que en el Sol— sugiere que los subproductos procedentes de la fusión termonuclear de una capa de hidrógeno alrededor de un núcleo inerte, están alcanzando la superficie. Por el contrario, la abundancia de metales más pesados es baja, siendo su contenido de hierro equivalente a 2/3 del que tiene el Sol.
Anser forma una estrella doble óptica con 8 Vulpeculae, una gigante naranja de tipo espectral K0III y magnitud +5,82. Aunque visualmente ambas están separadas sólo 7 minutos de arco, 8 Vupeculae se halla un 60% más alejada que Anser. Esta última se encuentra a 297 años luz de nosotros.